# Accident (nouvelle)
Pour les articles homonymes, voir Accident (homonymie).
Accident (Accident), titré aussi Un accident, est une nouvelle policière d'Agatha Christie.
Initialement publiée le 22 septembre 1929 dans le journal Sunday Dispatch au Royaume-Uni, cette nouvelle a été reprise en recueil en 1934 dans The Listerdale Mystery and Other Stories au Royaume-Uni. Elle a été publiée pour la première fois en France dans le recueil Douze nouvelles en 1963.

## Résumé
M. Evans est un ancien inspecteur de police qui a pris sa retraite à la campagne. 
Il est voisin du capitaine Haydock, lui aussi à la retraite. Ils discutent de leur voisine commune, Mme Merrowdene. Or Evans croit reconnaître en cette personne Mme Anthony, sur laquelle il avait enquêté dix ans auparavant. À l'époque, M. Anthony était mort des suites d'une overdose d'arsenic, qu'il avait l'habitude de consommer régulièrement. Les deux époux ayant tous deux accès aux poisons, la femme fut soupçonnée de meurtre avant d'être disculpée, faute de preuve et de témoin. Cette mort assez suspecte avait eu lieu peu de temps après que la victime eut, sous la pression de sa femme, souscrit une assurance vie confortable à l'avantage de cette dernière. 
Evans remet en question celle disculpation : et si l'ancienne Mme Anthony, devenue Mme Merrowdene, se décidait à supprimer son nouvel époux ? Il veut en avoir le cœur net : il suppose en effet qu'un meurtrier repasse forcément à l'acte même si c'est longtemps après. Il va donc à la poste et vérifie le courrier de M. Merrowdene : il repère, sur des en-têtes de lettres, des noms d'assurances-vie connues. Ses soupçons confirmés, il va à la fête Primerose league, organisée par les propriétaires locaux. Il y participe jusqu'à ce qu'il rencontre Mme Merrowdene qui l'invite à prendre le thé. L'appelant « Mme Anthony », il lui montre ainsi qu'il l'a reconnue.
Ils rentrent chez elle en bavardant. Evans observe chacun de ses geste quand elle prépare le thé et, une tasse étant destinée au mari, Evans a l'intime conviction qu'elle va assassiner son époux dans quelques instants, sous ses propres yeux ! Il ordonne alors à Mme Merrowdene de boire le contenu de la tasse, ce qu'elle fait sans résister.

### Dénouement
Evans prend la tasse qui lui est destinée et tombe au sol, empoisonné. Le poison était mis dans sa tasse et non celle du mari : Mme Merrowdene voulait se débarrasser d'un enquêteur suspicieux, et pas de son mari qu'elle aime tendrement.

## Personnages
- Evans : ancien inspecteur de police.
- Capitaine Haydock : ami d'Evans.
- Mme Mary Merrowdene : suspectée par Evans d'être une tueuse en série.
- M. George Merrowdene : gentil, naïf et sympathique professeur de chimie.

## Publications
Avant la publication dans un recueil, la nouvelle avait fait l'objet de publications dans des revues :
- le 22 septembre 1929, au Royaume-Uni, sous le titre « The Uncrossed Path », dans le journal Sunday Dispatch[1] ;
- en 1929, au Royaume-Uni, dans le journal Daily Express[2] ;
- le 15 décembre 1934, au Royaume-Uni, dans le no 306 de la revue The Thriller[3] ;
- en mars 1943, aux États-Unis, dans le no 2 (vol. 4) de la revue Ellery Queen's Mystery Magazine[2] ;
- en mai 1946, au Royaume-Uni, dans le no 5 (vol. 7) de la revue Argosy[4] ;
- en avril 1947, en Australie, dans le no 33 de la revue Short Story Magazine[5] ;
- en mars 1960, au Royaume-Uni, dans le no 3 (vol. 3) de la revue Suspense[6] ;
- en avril 1974, aux États-Unis, dans le no 4 (vol. 63) de la revue Ellery Queen's Mystery Magazine[7].

La nouvelle a ensuite fait partie de nombreux recueils :
- en 1934, au Royaume-Uni, dans The Listerdale Mystery and Other Stories[1] (avec 11 autres nouvelles) ;
- en 1948, aux États-Unis, dans The Witness for the Prosecution and Other Stories[1] (avec 10 autres nouvelles) ;
- en 1963, en France, dans Douze nouvelles, recueil réédité en 1968 sous le titre « Le Mystère de Listerdale » (adaptation du recueil de 1934).